# Abegesta remellalis
Abegesta remellalis is een vlinder uit de familie van de grasmotten (Crambidae). De wetenschappelijke naam van de soort is voor het eerst gepubliceerd in 1899 door Herbert Druce.
De soort komt voor in de Verenigde Staten en Mexico.